# 코로나19 진단
코로나바이러스감염증-19 진단은 샘플을 채취하여 분석해 SARS-CoV-2가 검출이 되는지에 대해서 진단한다. 두 가지 주요 가지는 바이러스 또는 감염에 대한 반응으로 생성된 항체의 존재를 감지한다. 바이러스가 몸에 존재하는지에 대한 진단은 보건 당국이 발병을 추적하고 억제할 수 있도록 하는 데 사용된다. 항체 검사의 경우 검사를 받는 사람이 코로나-19에 걸렸는지에 대한 여부를 보여주지만, 감염후 몇주 동안 항체가 생성되지 않기에 현 시점에서 감염이 되었는지 진단하는 데에는 유용하지 않다. 진단을 통해 질병 유병률을 평가하는데 사용하며 감염되어서 사망한 사람들의 숫자를 추측할 수 있게 해준다.
진단 시료의 분석과 감염 여부 판정은 의학 실험실 과학자에 의해 자동 분석기를 이용해, 의학 실험실에서 진행한다. 혹은 현장이나 의사의 사무실에서 즉시 감염 여부를 파악할 수도 있다.

## 검체 채취·보존·수송

### 채취
상기도 (코와 입, 기도 등) 검체 및 하기도 (폐) 검체를 채취한다. 의료진이 개인보호구를 착용한 상태에서 하기도 검체(가래)는 별도의 통에 담고, 상기도는 비강에 잘 휘어지는 긴 면봉을 삽입해 콧물 등 분비물을 코 뒤쪽 벽에서 채취한다. 사전에 의뢰인과 검사실 사이 협의가 된 경우, 혈청을 채취한다.
중앙방역대책본부의 「코로나바이러스감염증-19 확진검사 안내」에 따르면, 각 검체 대상의 종류, 용량, 용기는 다음과 같다.
| 필수/선택 | 검체 종류 | 검체 종류                       | 용기 및 용량                                                |
| --------- | --------- | ------------------------------- | ----------------------------------------------------------- |
| 필수 검체 | 하기도    | - 가래                          | - (용기) 멸균 50㎖ 튜브 - (검체량) 3㎖ 이상                 |
| 필수 검체 | 상기도    | - 구인두 도말물 - 비인두 도말물 | - (용기) 하나의 VTM 배지에 비인두와 구인두 도말물 동시 채취 |
| 선택 검체 | 기타      | - 혈액 - 대변 / 소변            | - (용기) SST 5-10㎖, 영아의 경우 1㎖ - (용기) 멸균용기      |

### 보존 및 수송
모든 검체는 채취 즉시 냉장상태 (2-8℃)에 보관하고 가능한 한 빨리 검사실로 수송하는 것이 가장 좋다. 하지만 검체를 수송하거나 즉시 배양하지 못할 경우, 보존액 (예: buffered glycerol saline) 혹은 Cary & Blair 또는 수송 배지(transport medium)에 넣어 보존 또는 수송한다. 바이러스는 바이러스 수송 배지 (Virus Trasport Media; VTM)에 넣어 보존·수송한다.
『2019 신종 코로나바이러스 검사실 진단 지침』에 따르면, 검체 용기, 수송 조건, 보관 기관은 아래와 같다.
| 검체 종류                                          | 용기                                                    | 수송 조건 | 보관 기관                         | 주 |
| -------------------------------------------------- | ------------------------------------------------------- | --------- | --------------------------------- | --- |
| 상기도 검체 (비인두도말, 구인두도말, 비인두흡입액) | 바이러스 수송 배지(VTM)에 넣은 Dacron 또는 flocked 면봉 | 4℃        | 5일 이내: 4℃ 5일 초과: -70℃       | |
| 하기도 검체 (객담)                                 | 멸균 용기                                               | 4℃        | 48시간 이내: 4℃ 48시간 초과: -70℃ | 하부 호흡기에서 유래한 검체가 맞는지 확인 후 검사를 시행하는 것이 권장됨. |
| 하기도 검체 (기관지폐포세척액)                     | 멸균 용기                                               | 4℃        | 48시간 이내: 4℃ 48시간 초과: -70℃ | 병원체가 희석될 수 있으나 진단적 가치가 있음. |
| 하기도 검체 (기관지흡인, 경기관지흡인)             | 멸균 용기                                               | 4℃        | 48시간 이내: 4℃ 48시간 초과: -70℃ | |
| 하기도 검체 (페 조직검사)                          | 생리식염수를 넣은 멸균 용기                             | 4℃        | 48시간 이내: 4℃ 48시간 초과: -70℃ | |
| 혈청                                               | 혈청분리시험관(SST): 성인, 소아: 3-5 ㎖ 유아: 1 ㎖      | 4℃        | 5일 이내: 4℃ 5일 초과: -70℃       | 혈청학적 검사의 경우 한쌍의 검체를 채취한다. 급성기: 증상 7일 이내, 회복기: 급성기 채취 14일 이상 간격 이후. 혈청을 다른 용기로 분주하는 경우 Class II 이상의 생물안전작업대(BSC)에서 실시한다. |

## 검사

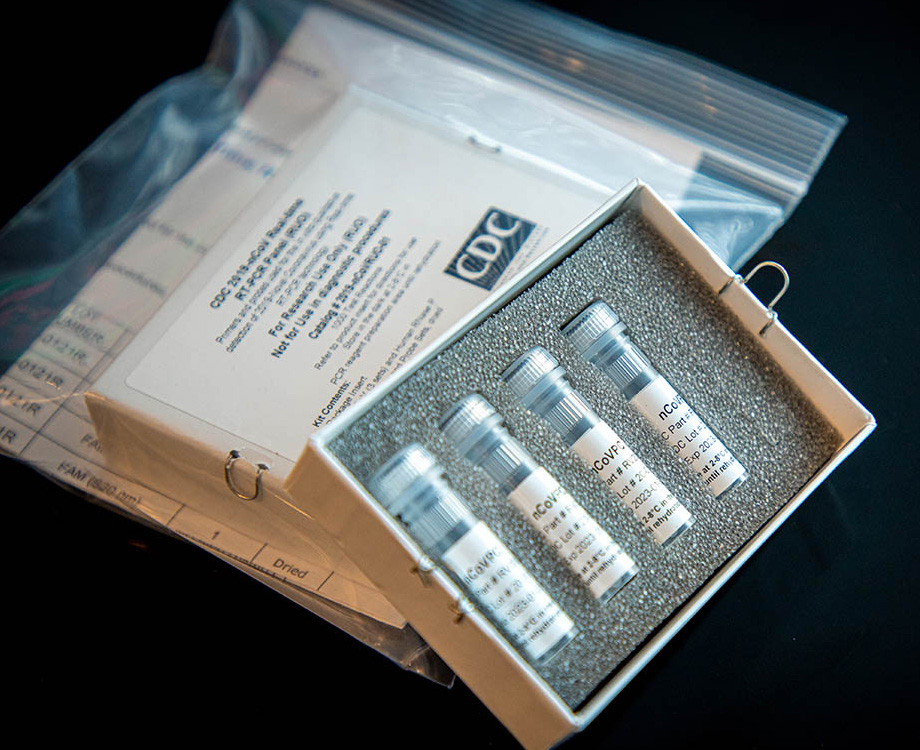
코로나19 진단키트

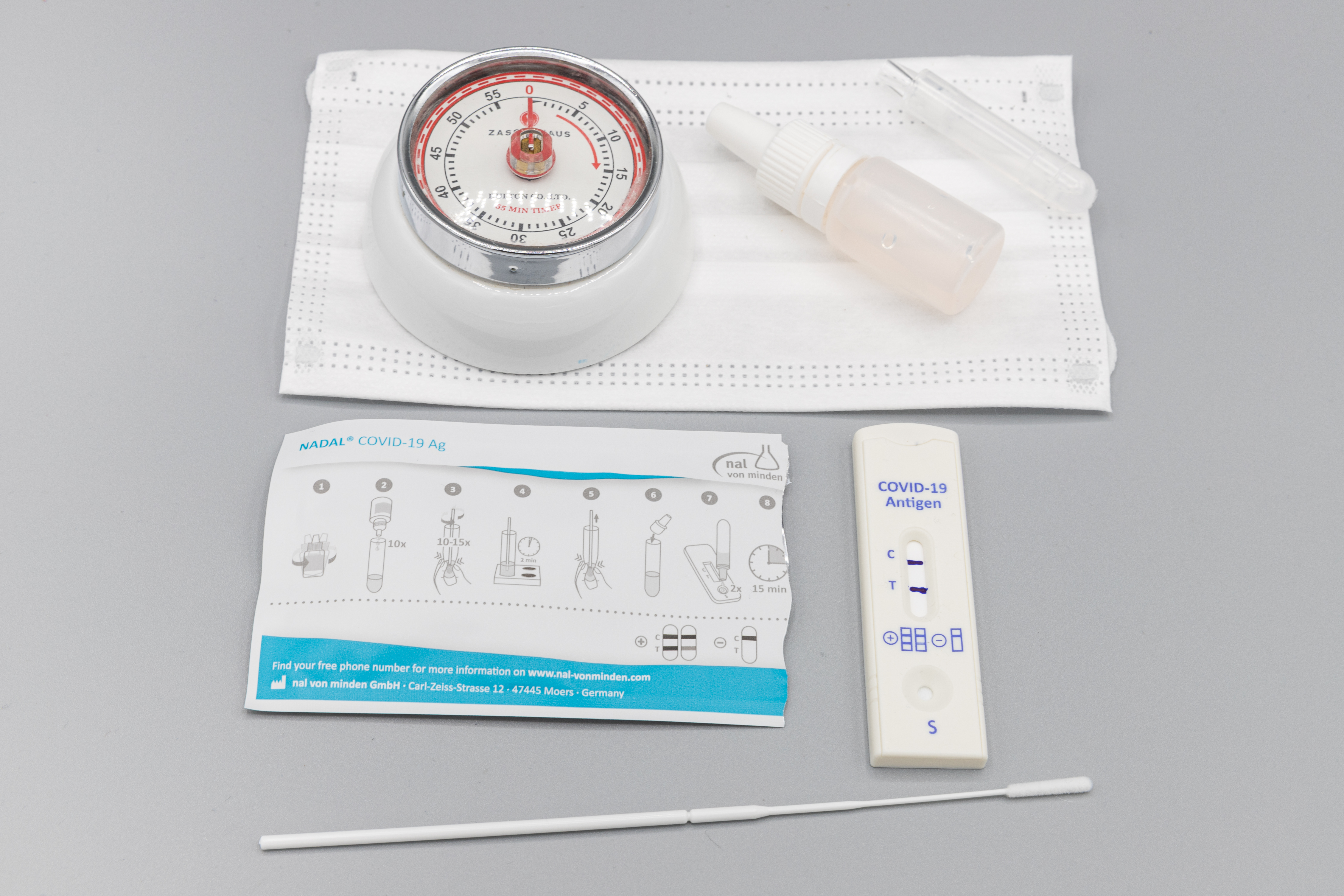
타이머와 함께 배치된 코로나19 자가진단키트

바이러스 진단 검사법에는 세포 배양법, 항원항체검사법, 분자 검사법 등이 있다.

### 세포 배양 검사법
검사 시간이 오래 걸리고, 대용량 검사를 하기에는 적절하지 않다는 단점이 있다. 바이러스를 분리해서 다른 작업에 쓰는 목적으로는 좋지만. 통상적인 진단검사로는 부적절하고 위험하다는 평가를 받는다.

### 항원·항체 검사법
항원 (바이러스)을 검사하거나, 신종코로나19 바이러스가 체내에 들어온 뒤 형성되는 항체를 확인하는 방식이다. 통상 인체 내에서 특정 감염병에 대한 항체가 생기려면 2~4주 정도 걸리기 때문에, 감염 초기에는 '코로나19' 확진 여부 판정이 어렵다. 하지만 무증상(무자각) 확진자 혹은 '음성' 전환 뒤의 항체 형성 여부 등을 확인해볼 수 있다는 장점이 있다. 중국에서도 항체 검사법은 기존 검사법의 보조수단 성격으로 사용되고 있는 것으로 알려졌다.

### 분자 검사법
분자진단법은 유전자 염기서열 (시퀀스)을 이용해 검사 대상을 합성하여 검사한다.

#### 판코로나 PCR 검사 및 염기서열 분석
먼저 PCR 검사를 이용한 DNA 증폭 기술은 분석에 사용할 수 있는 특정 DNA 서열의 시료를 충분히 얻어내기 위한 목적으로, 아주 미량의 DNA를 복제해 원하는 만큼 증폭시키는 기술이다. 한 번 과정을 거칠 때마다 특정 부분의 DNA가 2배로 늘어나기 때문에, 예컨대 30회만 해도 1개의 DNA 분자에서 10억 개가 넘는 DNA를 얻을 수 있다. 대개 환자의 침 혹은 가래에는 확진 판정을 내릴 만큼 충분한 바이러스가 포함되어 있지 않기 때문에, 코로나바이러스를 구분할 수 있는 염기서열을 이용해 DNA를 증폭함으로써 해당 시료에 코로나바이러스의 존재 유무를 쉽게 확인할 수 있다.
판코로나 검사 및 염기서열 분석을 모두 수행하는 데 걸리는 검사 시간은 총 1-2일 정도이며, 검사 난이도는 후술할 신종코로나19 검사에 비해 높은 편이다.
1차로 행해지는 판코로나 검사(pan-coronavirus)는 그 명칭이 뜻하는 바와 같이, 신종코로나19 바이러스를 특정하지 못하고, 기존 6종 (HCoV 229E, HCoV NL63, HCoV OC43, HCoV HKU1, SARS-CoV, MERS-CoV) 및 신종을 포함하는 전체 코로나바이러스를 검출대상으로 하는 검사이다. 따라서 음성으로 판정되면 코로나 바이러스 감염이 아님을 뜻한다. 이는 약 8시간 정도가 소요되는 것으로 알려졌다.
판코로나 검사에서 양성 판정이 나온 경우, 2차로 염기서열 분석을 통해 이를 기존 6종 코로나바이러스의 염기서열과 일일이 대조하여, 이 중 일치하는 바이러스가 없으면 '신종' 코로나로 판정하는 '소거법' 방식을 사용한다. 코로나바이러스 간 유전자는 약 95%가 서로 같다. 이는 약 16시간 정도가 소요되는 것으로 알려졌다.

#### 실시간 역전사 중합효소 연쇄반응법
실시간 역전사 중합효소 연쇄반응(Real-time reverse transcription PCR, Real-time RT-PCR)은 "PCR 반응에 의해 증폭되는 DNA를 실시간으로 확인하며 전기영동 없이 샘플 내의 target DNA 유무 뿐 아니라 DNA의 양까지 정량분석이 가능한 방법"이다. 달리 말해, 실시간 유전자 증폭 검사 기술은 "PCR 기술에 신종 코로나바이러스에만 존재하는 염기서열" 2개에 달라붙는 '프라이머' 혹은 ‘탐침’을 붙이는 방식이다. 이는 신종 코로나19용 진단시약 역할을 하며, 이 프라이머가 특정 유전자에 결합해야 증폭 반응이 일어난다. 따라서 진단시약을 주입한 뒤, 유전자 증폭장비를 돌렸을 때, 해당 검체(검사체)가 일정 값에 이를 만큼 증폭되면 신종코로나가 존재한다고 판정하고(양성), 반대의 경우 음성이다.
이 기술은 공개된 바이러스 유전 정보를 토대로 복제할 염기서열만 정하면 되며, 신종코로나19 사태 이후 중국, 미국, 독일, 태국, 홍콩에서 이미 이 기법을 개발해 활용하고 있다. 한국은 검사법을 공유받아 개발, 시약 대량 생산과 검사법 평가를 진행한 이후 1월 31일부터 이 검사 방법을 도입했다.

##### 실시간 역전사 중합효소연쇄반응법의 진단 기준
질병관리본부 감염병분석센터 및 세계보건기구의 지침을 기준으로 작성된 2019 신종 코로나바이러스 검사실 진단 지침에 따르면, E 유전자 PCR을 선별 검사 (screening test)로, orf1b 유전자의 RdRp 부위 PCR을 확인 검사(confirmation test)로 사용한다.
개별 유전자 검사의 양성/음성 판정 기준

1. 양성대조물질: (+/양성), 음성대조물질: (-/음성), 표적유전자: Ct ≤ cutoff ⇒ 해당 유전자 양성
2. 양성대조물질: (+/양성), 음성대조물질: (-/음성), 표적유전자: 미검출 혹은  Ct ＞ cutoff ⇒ 해당 유전자 음성
3. 양성대조물질: (-/음성) 혹은 음성대조물질: (+/양성)인 모든 경우 ⇒ 부적합(invalid)으로 재검사 필요
  1. 바이러스 역가가 낮은 cutoff 근처 결과는 위음성 혹은 위양성 가능성이 있으므로, 진단검사의학과 전문의가 결과를 직접 판독하고, 필요 시 잔여 검체나 새로 채취한 검체로 재검사를 시행한다.

최종 판정

1. 선별검사: (+/양성), 확진검사: (+/양성) ⇒ 코로나바이러스감영증-19 양성 (SARS-CoV-2 검출)
  1. 일부 제품은 1개의 유전자를 선별검사 용도, 나머지 2개 유전자를 확진 검사 용도로 사용한다. 이 경우, 확진용 2개 유전자가 모두 양성일 경우에만 확진검사 양성으로 판단하며, 확진용 2개 유전자 가운데 어느 하나라도 음성인 경우, 양성으로 해석할 수 없다.

2. 선별검사: (+/양성), 확진검사: (-/음성) ⇒ 코로나바이러스감영증-19 음성 (SARS-CoV-2 미검출)
  1. SARS-CoV-2 가 아닌 다른 베타코로나바이러스의 가능성 있음.

3. 선별검사: (-/음성), 확진검사: (-/음성) ⇒ 코로나바이러스감영증-19 음성 (SARS-CoV-2 미검출)
  1. internal control 증폭도 일어나지 않은 경우는 부적합(invalid)이므로 재검사 필요.

4. 선별검사: (+/양성), 확진검사: (+/양성) ⇒ 재검사 또는 질병관리본부로 검사 의뢰

확진 판정 역량
민간의료기관의 검사실에서 의심환자의 검체로 실시한 검사에서 처음으로 양성 판정을 받은 경우, 반드시 질병관리본부로 검체를 전달하여 양성 여부를 2중확인해야 한다. 이후 의심 환자의 양성 결과가 2중 확인되어 확진자로 전환된 경우, 해당 의료 기관은 진단 능력을 입증한 것으로 간주하고, 다음 의심환자부터는 검사실 결과 만으로 확진할 수 있다.
(RdRp 유전자, E 유전자; N 유전자)

## 같이 보기
- 사스 유행
- 코로나19 범유행